# غاريقون أرجواني
غاريقون أرجواني (الاسم العلمي: Agaricus muricatus) هو نوع من الفطريات يتبع جنس الغاريقون من الفصيلة الغاريقونية.